# Vittorio Crociara
Vittorio Crociara (Mesola, 12 dicembre 1941 – Pontinia, 7 dicembre 2023) è stato un calciatore, allenatore di calcio e dirigente sportivo italiano, di ruolo attaccante.

## Caratteristiche tecniche

### Giocatore
Giocava come ala destra.

## Carriera

### Giocatore
Inizia la carriera segnando 21 gol in 20 presenze nel Pontinia in Prima Categoria e guidando la squadra al primo posto in classifica alla pari con il Sezze. A fine stagione viene ceduto al Monza, in Serie B; nella squadra lombarda trova poco spazio, e dopo pochi mesi torna a Latina per il suo matrimonio venendo poi ceduto al Latina, con cui nella stagione 1964-1965 vince il campionato di Prima Categoria portando la squadra in Serie D. Continua a giocare nella squadra del capoluogo pontino fino al 1971, conquistando anche una promozione in Serie C nella stagione 1968-1969 e giocando per le due stagioni successive a livello professionistico. Dal 1971 al 1974 ha invece vestito nuovamente la maglia della Fulgorcavi Latina in Serie D, alternando l'attività di calciatore a quella di lavoratore nell'azienda che gestiva la squadra; successivamente dal 1974 al 1977 ha giocato con il Pontinia in Prima Categoria e poi per una stagione nel Borgo Sabotino, ancora in Prima Categoria. In carriera ha giocato 302 partite ufficiali con la maglia del Latina, nel corso delle quali ha anche segnato 102 gol: risulta essere quindi il giocatore con più presenze nella storia del Latina oltre che il miglior marcatore della storia della società laziale.

### Allenatore
Ha iniziato ad allenare nel 1974, quando ha assunto il doppio ruolo di allenatore e giocatore nel Pontinia, ricoprendolo fino al 1977. Nella stagione 1980-1981 ha seduto sulla panchina della Pro Cisterna, con cui ha ottenuto un 7º posto in classifica in Promozione, il massimo campionato regionale dell'epoca. Nella stagione 1981-1982 è tornato dopo dieci anni al Latina, dove ha lavorato per un anno come vice dell'allenatore Antonio Trebiciani; a fine anno la squadra è retrocessa in Serie C2 a causa del 18º posto in classifica, e Crociara è tornato alla Pro Cisterna dove ha allenato per un anno gli Allievi Regionali. Nella stagione 1983-1984 ha seduto sulla panchina del Sabaudia, nel campionato laziale di Seconda Categoria. Successivamente ha anche allenato gli Esordienti del Pontinia dal 1984 al 2011. Nella stagione 2011-2012 ha allenato i Giovanissimi del Pontinia; nella stessa stagione ha allenato anche i Pulcini nella stessa società.

### Dirigente
Diviene poi Responsabile del Settore Giovanile del Pontinia Calcio, ritirandosi definitivamente nel 2015. 

#### La scomparsa
Muore nel sonno, pochi giorni prima di compiere 82 anni, la mattina del 7 dicembre 2023, presso la Casa di Riposo "Villa Elena" di Pontinia (LT), ove risiedeva. 
La Pagina Ufficiale Facebook del Latina Calcio lo ricorda con questo messaggio: «La società Latina Calcio 1932, nella persona del Presidente Antonio Terracciano, esprime le sue condoglianze per la scomparsa di Vittorio Crociara. Vittorio ha legato indissolubilmente la sua carriera da calciatore ai colori nerazzurri, ottenendo dei record ancora oggi imbattibili. Crociara è infatti il giocatore con più presenze nella storia del Latina (302) e il maggior numero di gol (102). Tutto il Latina Calcio 1932 si stringe nel ricordo di una leggenda, unendosi al dolore della sua famiglia».

## Palmarès

### Giocatore

#### Club
- Prima Categoria: 1

Latina: 1964-1965
- Serie D: 1

Latina: 1968-1969